# Spéder Zoltán
Spéder Zoltán (Rátka, 1964 –), üzletember, volt bankvezető, volt NER-közeli médiaportfólió kezelő, volt ingatlanbefektető.
Édesanyja tanítónő, apja könyvelő volt. A Budapesti Közgazdasági Egyetemen végzett.
A kilencvenes évek közepéig a Fidesz belső köreinek tagja, de többekkel együtt ő is fokozatosan távolodott a jobbra tolódó Fidesztől.
A 100 leggazdagabb 2024. évi rangsorban az 59. helyen szerepelt 42,5 milliárd forintra becsült vagyonával.

## Tevékenysége
A mikro- és makrogazdaságot is értő pénzügyi szakemberként pénzintézeti tanácsadással foglalkozott az 1990-es évek elején. 
1991-től az OTP igazgatóságának tagjaként részt vett a bank szerkezetátalakítási terveinek kidolgozásában. 1995-től Csányi Sándor az OTP Bank alelnökévé, majd 1996-tól annak vezérigazgató-helyettesévé választotta.
Az 1995-től folyó privatizáció során eredetileg a kisbefektetők, a vezetők és a külföldi részvényesek közül senki nem jutott befolyásoló részesedéshez, és ekkor még maradt állami tulajdon. 1999-ben az első Orbán-kormány eladta az önkormányzatok csomagját, és a privatizáció lezárult. A szervezet teljes átalakítása eredményeképp 15 000 emberből majdnem ötezret kellett elbocsátani, és ezt a folyamatot Spéder vezette le, mely a későbbiekben hatékonynak bizonyult.
Az első Orbán-kormány alatt az MVM Paksi Atomerőmű felügyelő-bizottságának tagja volt 2002-ig.
Igazgatósági tag volt a Malév Rt.-nél 2001 és 2002 között.
A 2000-es évek elejére már milliárdos vagyonnal rendelkezett, részben a prémiumoknak, részben az OTP részvényekkel való ügyes kereskedésnek köszönhetően. (Vagyonát ekkor több, mint 15 milliárd forintra becsülték.)
A Csányi Sándorral kialakult kiélezett helyzet miatt távoznia kellett az OTP-től; a 2000 körül induló feszültségtől kezdve jogosultságait Csányi 2004-ben majd 2006-ban módosította. 2007-ben hagyta ott a bankot. Csányi később azt nyilatkozta: „Sokat ártott nekünk az, ahogy akadályozta a külföldi akvizíciókat, több jó üzlettől estünk el miatta, amikkel ma előbbre tarthatnánk.”

## Index
A Wallis Zrt., magyarországi cégcsoport 2005-ben adta el az index.hu portált üzemeltető Index.hu Zrt.-t a Nobilis Kristóf fémjelezte SydInvestnek, és az akkori találgatások, melyek Spédert sejtették a háttérben később valósnak bizonyultak: 2007-től igazgatósági tagként, majd a CEMP-részvények többségét 2012-ben megszerezve gyakorolta befolyását. Ezt a befektetést a bankhoz hasonlóan akarta kontrollálni, ami nem eredményezett sikeres együttműködést közte és a szerkesztőség között.
2010-től fokozott kormányzati nyomás jelentkezett a kormánykritikus Index cikkek miatt. A belső feszültségek és kialakuló öncenzúra miatt 2011-ben két Indexes főszerkesztő is felmondott.
2014-ben titokban opciós vételi jogot adott el Simicska Lajosnak az Index.hu Zrt-re, az Orbán-kormány akkori nemhivatalos vagyonkezelőjének, de még 2016-ban is azt nyilatkozta, hogy „nem adta el az Indexet” és „az elmúlt öt évben egy komoly puhatolózás volt, de az sem kormányoldalról jött”

## Kormányzati támadások
2016 nyarán koordinált támadássorozatot indított ellene a kormányzati média, majd a Nemzeti Nyomozó Iroda tartott otthonában és több cégénél házkutatásokat. A parlament sürgősséggel szavazott arról, hogy megszünteti a Spéder érdekeltségébe tartozó Takarékbank kivételes helyzetét a takarékszövetkezeti integrációban, a Magyar Nemzeti Bank pedig ugyanazon a napon 105 millió forintra büntette az FHB Jelzálogbankot, mert állításuk szerint a pénzintézet félrevezette a részvényeseket, egy 2013-as kötvényértékesítéssel kapcsolatban. A nyomozást többször hosszabbították.
Spéder fokozatosan eladta cégeit és érdekeltségeit: 2016 októberben az FHB Jelzálogbank Nyrt.-s részvényeit (7,5 milliárd Ft) és a Budapesti Ingatlanhasznosítási és -fejlesztési Nyrt. (BIF-es) tisztségeit (ez utóbbit a Schmidt Mária által irányított köröknek); a Net Média Zrt.-t (portfolio.hu), a Travelot 2017 márciusban, az index.hu mögötti cégeket 2017 áprilisban, az InfoRádiót októberben, a Fideliot novemberben.
2016-tól kezdve számos személyiségi jogi pert nyert a TV2 és a kormányzati médiacsoporttal szemben.
2018-ban eladta a CEMP-X-et (az index.hu mögötti hirdetésszervező céget) Ziegler Gábornak és Oltyán József NER-közeli üzletembereknek.